# Orientalska književnost
Orientalska književnost je izraz, s katerim označujemo književnosti starega in srednjega veka, ki so se razvile na območju od Afrike do Tihega oceana. Časovno jih lahko umestimo v obdobje od leta 3000 pr. n. št., ko so nastala prva ohranjena sumerska in egipčanska besedila, najpoznejši podaljški orientalskih književnosti pa segajo v 17. stoletje, ko nastajajo najpomembnejši japonski haikuji. Nanjo so zelo vplivala verstva in nastalo je mnogo verskih knjig: Vede v Indiji, Avesta v Perziji, Biblija pri Judih, Koran v Arabiji in konfucijanske ter daoistične knjige na Kitajskem. 
Značilno je, da večinoma ne poznajo za Evropo tradicionalnih zvrstnih delitev, zato se v istem delu, zlasti v verskih delih, lahko prepletajo različni žanri. Med lirskimi oblikami so nastajale himne, psalmi, miselne, razpoloženjske in ljubezenske pesmi. Epiko zastopajo junaški epi, romani v verzih in v prozi (razvili so se v Indiji, na Kitajskem in Japonskem) ter bajke, pravljice, pripovedke in novele. Najbolj znano tovrstno delo je arabska zbirka Tisoč in ena noč. Dramatika se je prav tako razvila v Indiji, na Kitajskem in Japonskem.
Skupek različnih orientalskih književnosti lahko razdelimo na več zemljepisno omejenih podskupin.

## Književnosti Bližnjega vzhoda
- Egipčanska književnost - Egipčanska književnost je najstarejša na svetu. Začela se je razvijati okrog leta 3000 pr. n. št. V verzih so nastajale himne (denimo Himna sončnemu božanstvu), ljubezenske pesmi in delovne pesmi. V prozi so nastale knjige mrtvih, ki so jih polagali v grobove in vsebujejo zakletve ter druge zgodbe. Dela so zapisana v hieroglifih. Egipčanska književnost, ki je postala dostopna z razvozlavo hieroglifov, je obsegala pesniške in pripovedne stvaritve. Dramatike niso poznali, poleg tega pa se ni razvil tudi ep. Znani sta dve pesmi, delovna Pesem nosačev žita in ljubezenska Začetek besed velike razveseljevalke srca. Iz Egipta prihajajo tudi najstarejše zgodbe na svetu (Zgodba o dveh bratih), hkrati pa so postavili tudi temelje razvoja bajke, pripovedke, pravljice, novele in potepuških ter pustolovskih zgodb. Za najbolj znano egipčansko delo se šteje Knjiga mrtvih, ki je zbirka himn, molitev in zakletev, za katere so menili, da bodo v pomoč mrtvim, tako da so jih zakopali skupaj z njimi.
- Babilonsko-asirska književnost - Nastala je okrog leta 2000 pr. n. št. Začetniki so Sumerci, pojem pa označuje vse književnosti ljudstev na območju Mezopotamije. Najpomembnejše delo je Ep o Gilgamešu.

## Književnosti Srednjega vzhoda
- Perzijska književnost - delimo jo na staroperzijsko, srednjeperzijsko in  novoperzijsko književnost, ki je bila pod močnim arabskim vplivom in še zlasti pod vplivom Korana. V obdobju staroperzijske književnosti je nastajalo najpomembnejše versko besedilo Avesta, ki vsebuje temeljne zoroastrske nauke in je s svojo himniko vplivala na svete očete in starokrščansko himniko. Lirika se je razvijala v obdobju novoperzijske književnosti, predvsem v okviru sufijske mistične poezije, pri Omarju Hajamu in Rumiju; prav tako je liriko pisal Hafis. V okviru novoperzijske književnosti je nastal tudi junaški ep Šah-name.
- Arabska književnost - Začela se je razvijati okoli leta 600. Najpomembnejše delo je sveta knjiga islama, Koran. Razvilo se je tudi lirsko pesništvo in pripovedništvo. Najbolj znano prozno delo je zbirka pravljic in zgodb Tisoč in ena noč.

## Književnosti Daljnega vzhoda
- Japonska književnost - Japonska književnost je najmlajša od vseh. Začela se je razvijati okrog 7. stoletja. Nanjo je močno vplivala kitajska književnost. Od Kitajcev so prevzeli pisavo in vero, vključno z nekaj literarnimi oblikami. Pisali so poezijo v kratkih oblikah, haikuju s 17 zlogi in tanki z 31 zlogi. Znan pesnik je Matsuo Bashō, za katerega velja, da je izoliral haiku. Razvil se je tudi roman.
- Kitajska književnost - Razvila se je v 6. stoletju pod vplivom verskih in filozofskih sistemov: budizma, konfucionizma in daoizma. Ustvarjali so liriko v kratkih pesniških oblikah, prozo in dramatiko. Znana pesnika sta Li Bai in Wang Wei, prva knjiga kitajske lirike pa je zbirka ljudskih in dvorskih pesmih z naslovom Ši King.
- Indijska književnost - Na njen nastanek so vplivala verstva, denimo budizem, brahmanizem in hinduizem. Glavno delo so verska knjiga Vede. Nastala sta dva obsežna junaška epa, Mahabharata, ki je najdaljši ep na svetu, in Ramajana.
- Starojudovska književnost - Ohranila se je predvsem v Bibliji. Je najpomembnejša za razvoj kasnejše svetovne književnosti. Razvila se je lirika in epika. Liriko v Bibliji predstavljajo psalmi in Visoka pesem (ljubezenska poezija).